# Огляд (наука)
Під оглядом літератури і джерел розуміється науковий твір, що містить зведену характеристику стану якого-небудь питання зі ступенем докладності, необхідним і достатнім для орієнтації певної категорії науковців-споживачів інформації в інформаційному потоці.
У результаті фактографічного аналізу джерел, що розглядаються при формуванні огляду, відбираються тільки ті факти і концепції, що можуть служити «будівельним матеріалом» для розкриття теми. Інша інформація, що міститься у джерелах, можливо, сама по собі дуже цінна, але якщо вона не має відношення до даної теми, ігнорується. В огляд також не вносять довідкову інформацію.
Науковий огляд, як правило,структурується і закінчується висновком про обрання напрямків, методів і методик науково-практичних досліджень. 
Огляд і аналіз, як правило, передує дослідженням у докторських, кандидатських і магістерських дисертаціях, звітах НДР тощо. При цьому вказується, що за розглянутою проблемою встановлено, що спірне, що не вивчено зовсім і підлягає дослідженню автором (авторами) роботи. На підставі цих висновків показується актуальність теми дослідження.
Генріх Альтшуллер у 1974 році стверджував, що «написання оглядів – це завдання, гідне найглибших розумів, здатних дати нову форму, критично проаналізувати, синтезувати й інтерпретувати великі масиви результатів».